# Giovanni Maria Bottala
Giovanni Maria Bottala, italijanski slikar, * 1613, Savona, † 1644, Milano.
Kot mladenič je odpotoval v Rim, kjer je postal učenec Pietra da Cortone. Bottala je predstavnik baročnega slikarstva, ki je ustvarjal v Rimu, Neaplju in Genovi. Zaradi svojega občudovanja Rafaellovih del je privzel ime »Rafaellino«.